# 뉴스와이어
뉴스와이어(영어: NewsWire)는 기업, 정부기관, 단체가 발표하는 신제품, 사업계획, 성명 등에 대한 보도자료를 언론, 포털, 투자자에게 배포하는 보도자료 배포 통신사이다. 뉴스와이어는 마케팅 전문가인 고미재가 한겨레 신문 기자였던 신동호와 함께 2004년 설립되었다.

## 개요
코리아 뉴스와이어는 기업이 발표하는 보도자료 형식의 뉴스를 국내외 언론과 포털, 투자자에게 배포하는 인터넷 회사이다.  보도자료 전문 통신사로서는 국내에서 처음으로 2004년에 설립됐다.
코리아 뉴스와이어는 보도자료 인터넷 포털인 뉴스와이어(www.newswire.co.kr)를 통해 기업,공공기관,단체가 온라인으로 직접 보도자료를 등록할 수 있도록 하고 있다. 등록된 보도자료는 편집,분류 과정을 거쳐 뉴스와이어가 구축한 전송망을 통해 다음, 야후 등 대형 포털을 비롯해 1백여개의 국내 언론사에 뉴스로 공급된다.
뉴스와이어는 또한 2009년 해외 보도자료 통신사와  전송 채널을 구축하고 국내 기업의 영문 보도자료 뉴스를 AP, yahoo.com 등 수천 개의 해외 언론과 포털에 배포하기 시작했다. 중국, 독일, 프랑스, 스페인, 일본, 동남아, 남미 등 국가에는 보도자료 번역 배포 서비스도 제공한다. 또한 해외 기업의 보도자료를 한글로 번역해 국내 언론사와 포털에 재배포하는 관문 역할도 맡고 있다.
뉴스와이어는 이와는 별도로 가입한 언론인 회원에게 관심 분야의 보도자료 속보를 웹사이트, 이메일, RSS 피드, 스마트폰을 통해 쉽게 확인할 수 있는 '마이 뉴스' 서비스를 제공한다.  마이 뉴스는 2013년 2월 현재 뉴스와이어에 가입한 800여개 언론사 소속 1만1천여명의 언론인 회원이 이용하고 있다.
뉴스와이어는 정확히 타겟팅한 보도자료 배포를 위해 세밀한 뉴스 분류 체계를 도입하고 있다. 기업이 등록한 보도자료는 143개 산업별, 26개 주제별, 11개 지역별로 분류돼 이를 원하는 기자와 사이트, 투자자에게 배포된다. 또한 뉴스와이어는 기업별 뉴스룸을 통해 특정 기업의 보도자료를 RSS피드와 이메일로 받아볼 수 있는 서비스도 제공하고 있다.
뉴스와이어에는 현재 수천 개의 기업, 기관, 단체가 가입해 하루 평균 3백개의 보도자료를 등록하고 있으며, 글자 외에 사진, 동영상으로 제작된 보도자료도 배포한다. 뉴스와이어는 보도자료 뉴스가 주요 검색엔진에서 잘 검색될 수 있도록 검색 엔진 최적화(SEO) 기술, 뉴스 공유를 통해 소셜 미디어로 쉽게 뉴스를 파급시킬 수 있는 소셜 미디어 최적화(SMO) 기술을 적용하고 있다.
서울 중구 정동에 본사를 두고 있는 코리아 뉴스와이어는 일간지 기자 출신인 신동호 현 대표이사와 마케팅 전문가인 고미재 이사(초대 대표이사)가 2004년 공동으로 설립했다.